# Left Behind (Slipknot)
Left Behind è un singolo del gruppo musicale statunitense Slipknot, pubblicato il 29 ottobre 2001 come primo estratto dal secondo album in studio Iowa.

## Video musicale
Il video musicale di Left Behind, diretto da Dave Meyers, si concentra su un ragazzo che taglia della carne di capra in una macelleria. Più tardi torna alla sua sporca e fatiscente casa nella quale i bulli lanciano pietre attraverso le sue finestre. Il ragazzo versa dei cereali in una tazza, poi ci mette dell'acqua sporca e guarda un vecchio televisore da cui si vede flebilmente il logo degli "Slipknot". Il gruppo esegue il brano in un luogo asciutto, una foresta morta, e verso la fine del video si fa notte e comincia a piovere fortemente.
Come quanto accaduto con The Heretic Anthem, il video di Left Behind ha segnato il debutto dei costumi degli Slipknot nella promozione di Iowa. Esistono due versioni del video, una versione leggermente modificata (per essere messa in onda in TV) e uno inedito per il DVD.

## Accoglienza
Left Behind ha avuto un grande successo commerciale, raggiungendo la posizione 30 nella Mainstream Rock Songs e la 24 nella Official Singles Chart.
La canzone è stata anche nominata ai Grammy Awards 2002 nella categoria Best Metal Performance.

## Tracce
CD singolo
1. Left Behind – 4:04
2. Liberate (Live) – 4:27
3. Surfacing (Live) – 4:10
4. Left Behind (Video) – 3:45

7"
1. Left Behind – 4:04
2. Liberate (Live) – 4:27

## Formazione
- (#0) Sid Wilson – giradischi
- (#1) Joey Jordison – batteria, missaggio
- (#2) Paul Gray – basso
- (#3) Chris Fehn – percussioni, cori
- (#4) Jim Root – chitarra
- (#5) Craig Jones – campionatore
- (#6) Shawn Crahan – percussioni, cori
- (#7) Mick Thomson – chitarra
- (#8) Corey Taylor – voce

## Classifiche
| Classifica (2001)             | Posizione massima |
| ----------------------------- | ----------------- |
| Regno Unito                   | 24                |
| Stati Uniti (mainstream rock) | 30                |